# 絶縁体

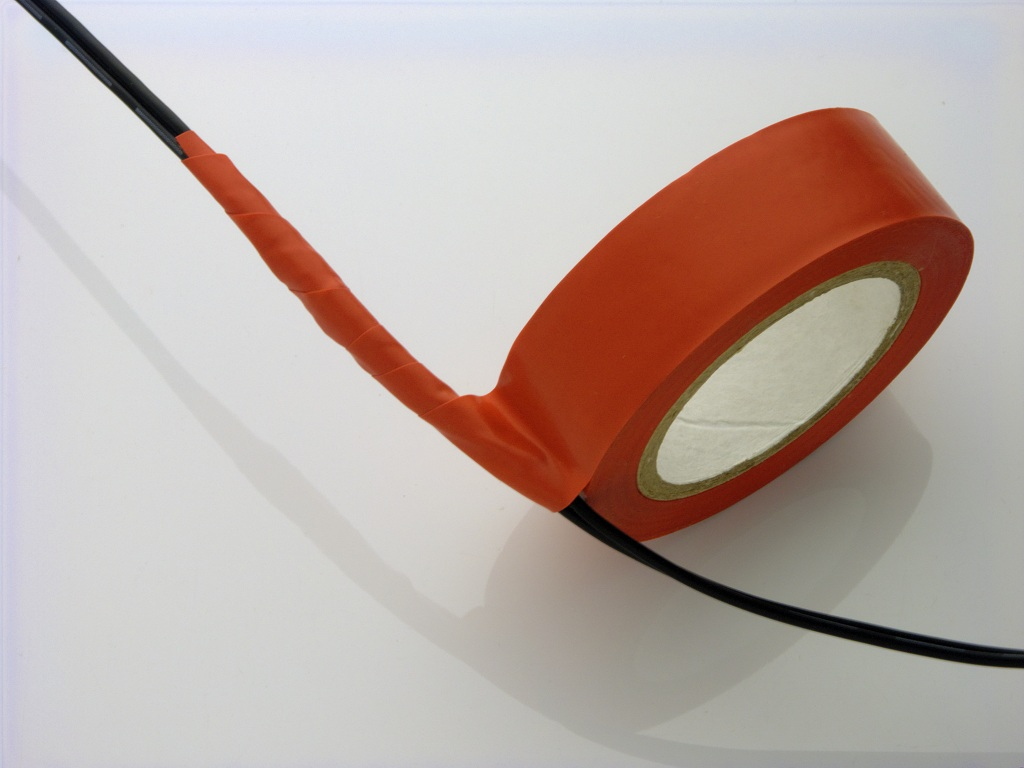

絶縁体（ぜつえんたい、英: insulator）は、電気あるいは熱を通しにくい性質を持つ物質の総称である。

## 電気の絶縁体

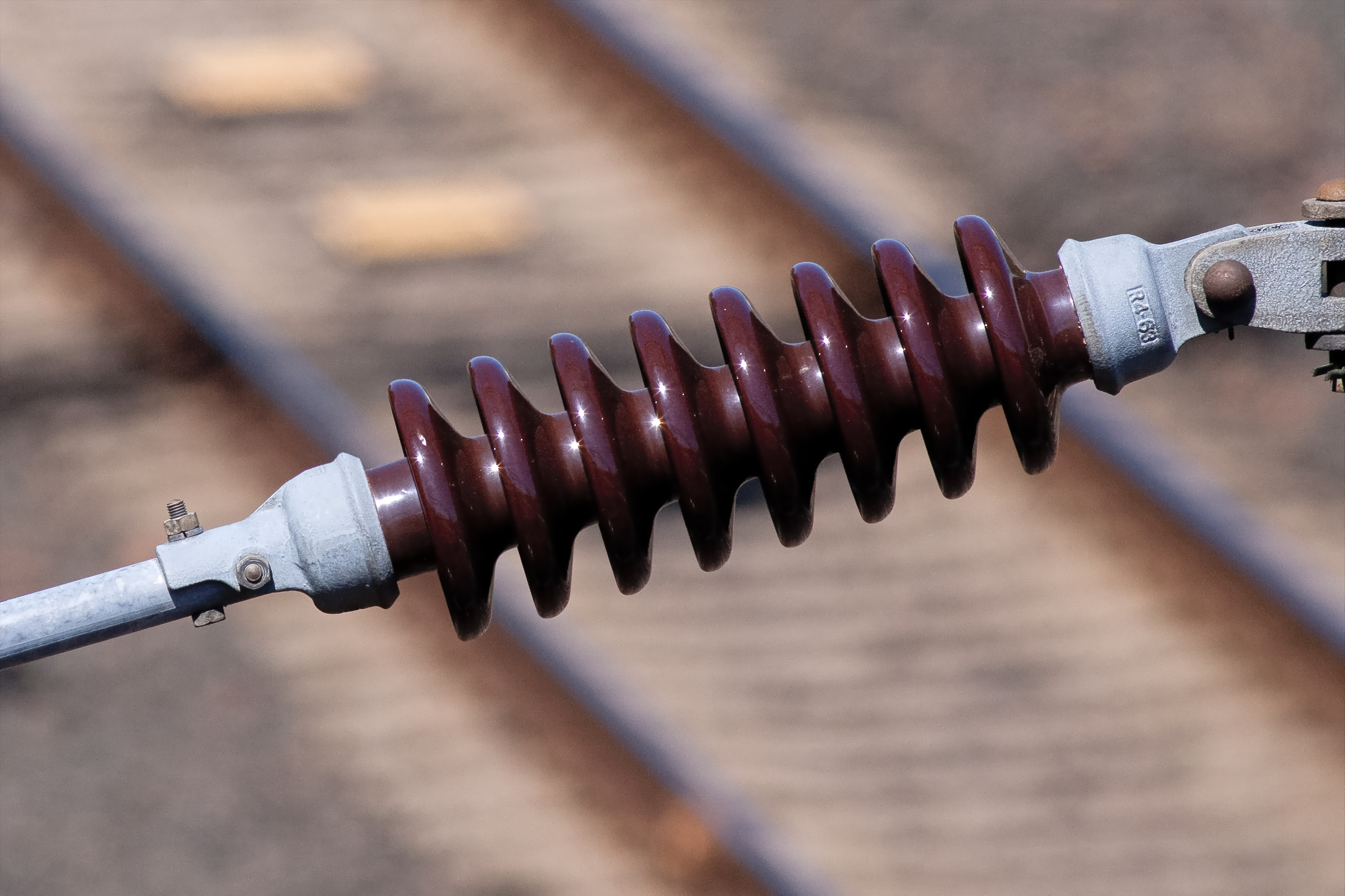
鉄道用のセラミック製碍子

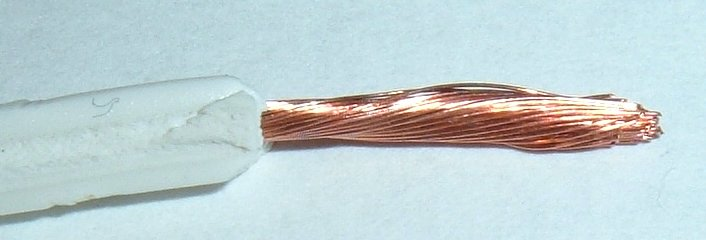
ポリエチレン絶縁電線

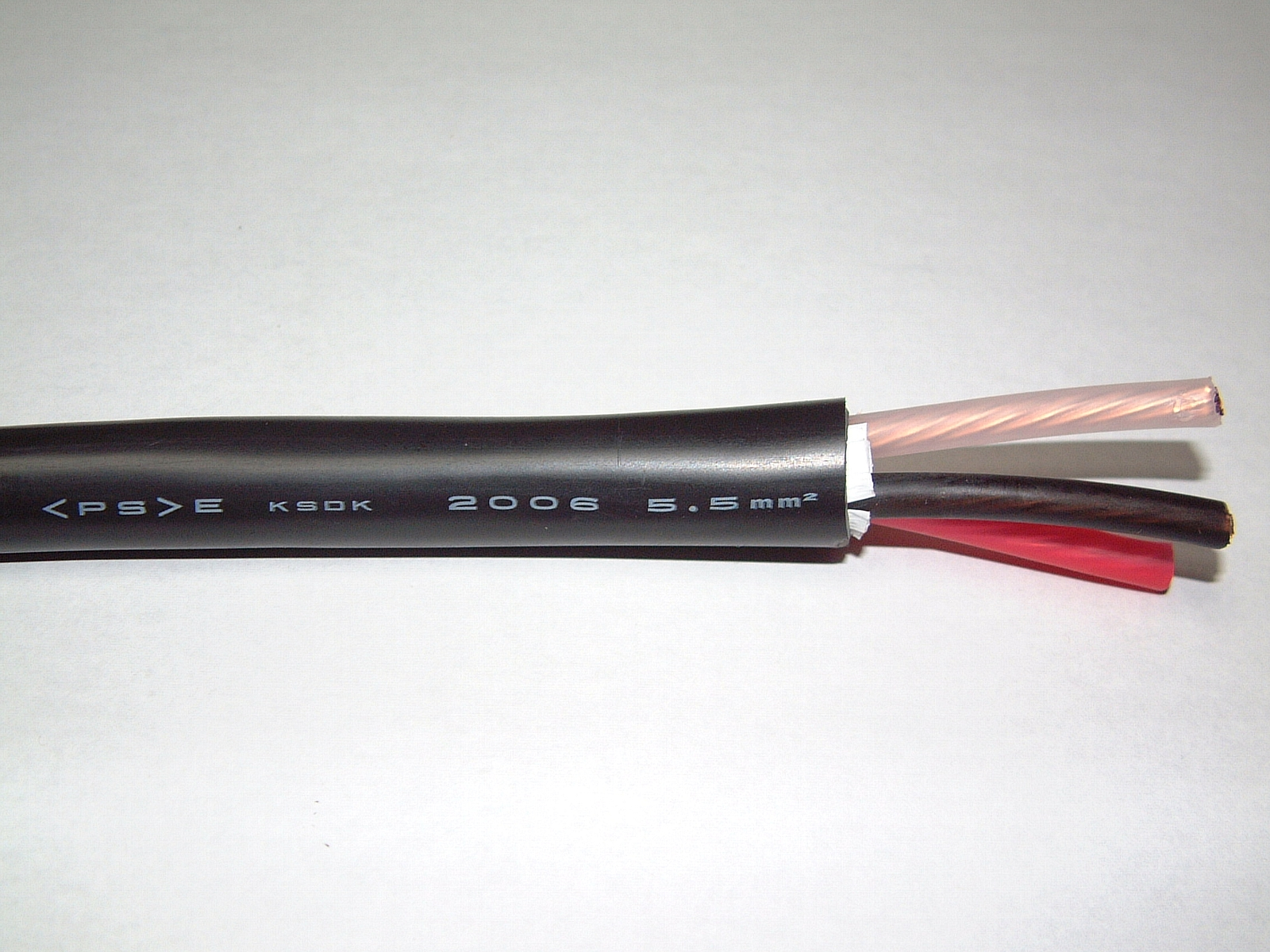
3芯の送電ケーブル。それぞれの芯線が異なる色の絶縁体で被覆され、全体を保護用の被覆で覆っている。

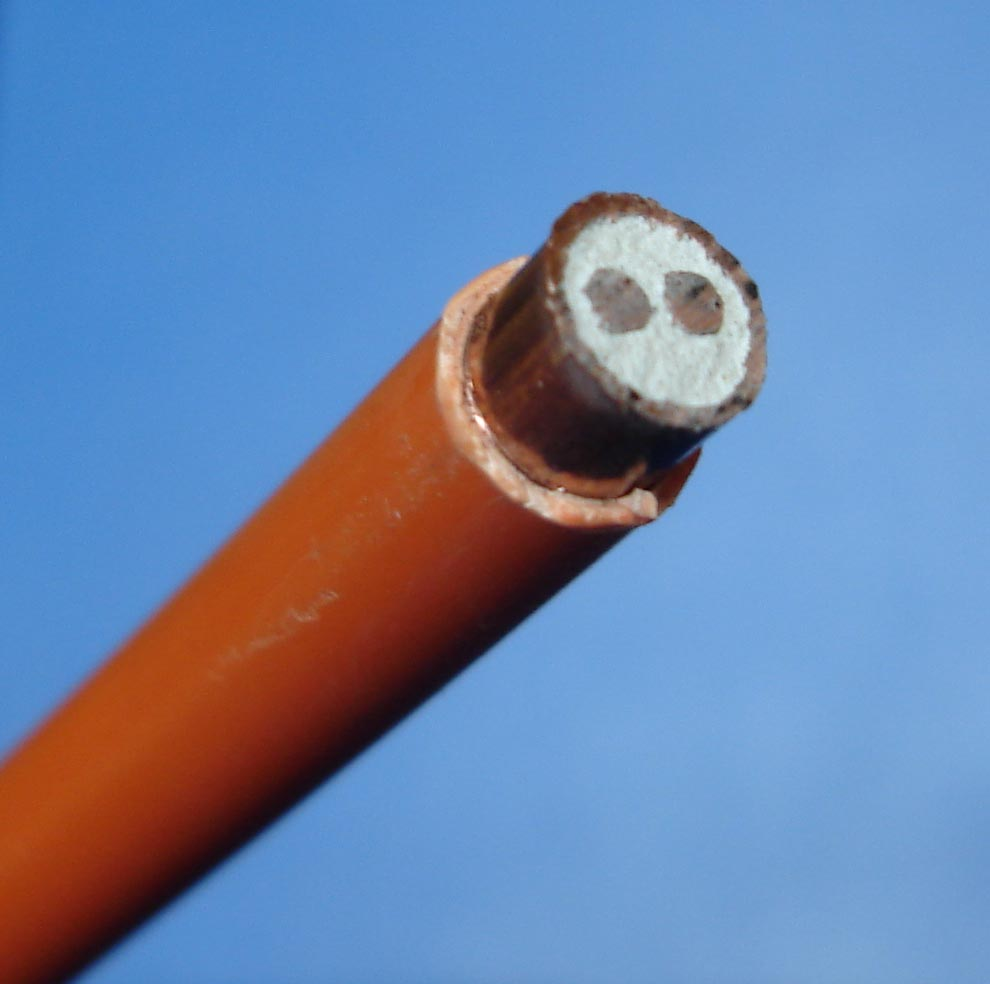
ビニル被覆無機絶縁ケーブル。芯線は銅で2本ある。

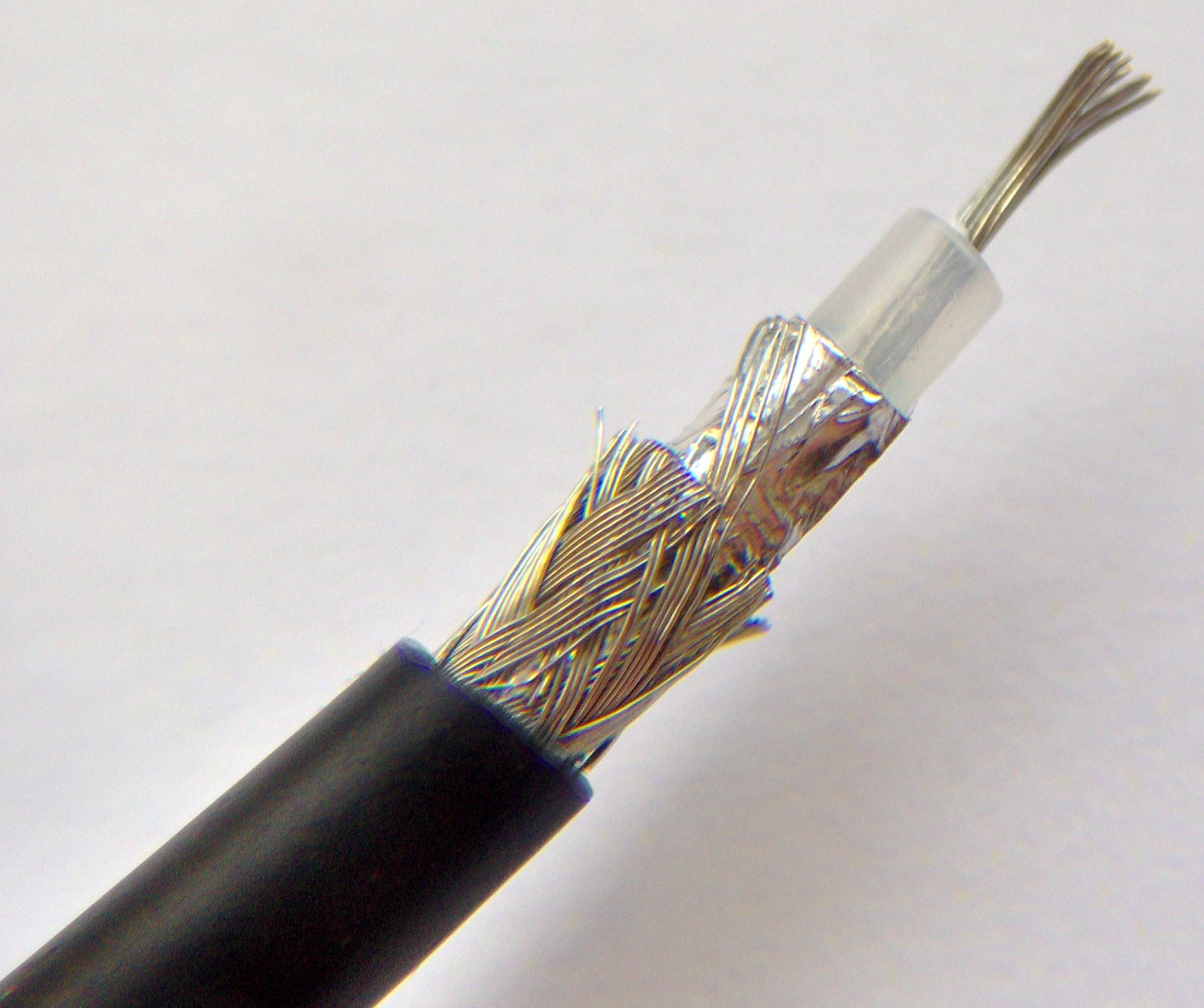
同軸ケーブルは誘電性の絶縁体で内部導体と外部導体とを絶縁している。

電気を通しやすい導体（電気伝導体）に対して、不導体（ふどうたい）ともいう。自由電子を持たない物。絶縁体が電場中で電気的に分極する性質、誘電性に着目した場合、絶縁体を誘電体ともいう。絶縁体の価電子は原子と強く結合している。そのような物質が電気機器で絶縁物として使われ、電気伝導体を支持しつつそれ自体には電気が流れないようになっている。電柱や鉄塔に電線をとりつける碍子も絶縁物の一種である。
ガラス、紙、テフロンといった材料はよい絶縁物である。電気抵抗率で比較するとさらに抵抗が大きい絶縁物があり、電線や電気配線の絶縁に使われている。例えば、ゴム状の重合体や多くのプラスチックである。そのような材料は低電圧や中程度の電圧（数百から数千ボルトまで）の実用的かつ安全な絶縁物として使用できる。

### 固体における電気伝導の物理学
絶縁体には電流が流れない。バンド理論において絶縁体は、半導体と同じく価電子帯と伝導帯の間にバンドギャップが存在する状態、またはその状態を示す物質である。金属などの電気伝導体では電子が励起して伝導帯に遷移することで電流が流れる。バンドギャップのためにそのような状態とならない物質が絶縁体である。半導体よりバンドギャップの値が大きいものが絶縁体でありその間に歴とした境界はない（モット絶縁体のような例外もある）。
絶縁は、電子に占有された最もエネルギー準位の高い価電子帯からその上にある次のバンド（伝導帯）までが大きなエネルギーギャップで隔てられているために起きる。ある十分に高い電圧（絶縁破壊電圧）がかかると、電子が伝導帯まで励起するのに十分なエネルギーが与えられる。一度この電圧を越えると、その材質は絶縁体であることをやめ、電荷が流れるようになる。しかし、そうなったときは一般に物理的または化学的に変化し、その材料の絶縁性は恒久的に損なわれる。
絶縁体には共有結合性やイオン結合性の強い物質に多い。ただし例外としてグラファイトは、層内の結合は強い共有結合であっても半金属である。電解液やプラズマのようにイオンを含む液体や気体では電子ではなくイオンが電荷を担うため、伝導体となる。

#### 絶縁破壊
絶縁体は絶縁破壊という現象で損傷を受ける。絶縁物に電界を印加したとき、その物体の（バンドギャップエネルギーに比例する）しきい値を超えると、その絶縁体は電気抵抗を伴う抵抗器となり、破壊的な結果を伴うこともある。絶縁破壊の際、自由な電荷担体が強い電場によって加速され、それが衝突した原子をイオン化して電子を飛び出させるのに十分な速度となる。そのようにして自由になった電子とイオンも加速し別の原子に衝突するので、さらに電荷担体が生み出されるという連鎖反応（電子雪崩）が起きる。こうして絶縁体は瞬時に電荷担体で満たされ、電気抵抗値が低下する。空気における絶縁破壊はコロナ放電やアーク放電といった放電現象を伴う。 同様の絶縁破壊は任意の絶縁体に起こりうる。真空でも放電現象は起きるが、それは金属電極から電荷が放出されることによるもので、真空自体が電荷を生み出しているわけではない。

### 用途
絶縁体は、電気配線やケーブルの柔軟な被覆によく使われている。また、空気も絶縁体なので、それを絶縁に利用することもある。高圧送電線はプラスチックなどのコーティングが現実的でないため、主に空気だけを絶縁に利用している。電線が互いに触れると短絡や火災の危険を生じる。同軸ケーブルの中心にある内部導体は中空の外部導体のちょうど真ん中になるよう絶縁体で支持されており、電磁波の反射を防いでいる。ある程度以上の電圧がかかっている電線は感電によって人が死亡する危険性をはらんでいる。絶縁体をコーティングすることでそういった問題を防ぐことに役立っている。
被覆電線/ケーブルには電圧と温度の定格が存在する。アンペア容量は、その電線やケーブルが使用される環境に依存するので、定格化されていない。
プリント基板はエポキシ樹脂やファイバーグラスで出来ており、そういった絶縁体の板が銅の導体の層を支持している。電子部品にも絶縁体のエポキシ樹脂やフェノール樹脂で封入したものやガラスやセラミックでコーティングしたものもある。
トランジスタや集積回路などの半導体素子では、シリコンはドーピングによって導電性があるが、熱と酸素を加えることで部分的によい絶縁体とすることもできる。酸化したシリコンは石英すなわち二酸化ケイ素である。
変圧器やコンデンサを含む高電圧システムでは、放電を防ぐのに液体の絶縁オイルをよく利用する。絶縁破壊を防ぐために電位差の大きい空間を空気の代わりに絶縁オイルで満たす。また、セラミックまたはガラス製のホルダー（碍子）で電線を保持することもよくあるし、なんらかのガスや真空もよく使われる。電線と周囲との距離をとることで空気を絶縁体として利用することも多い。

### 有線通信と送電における絶縁体

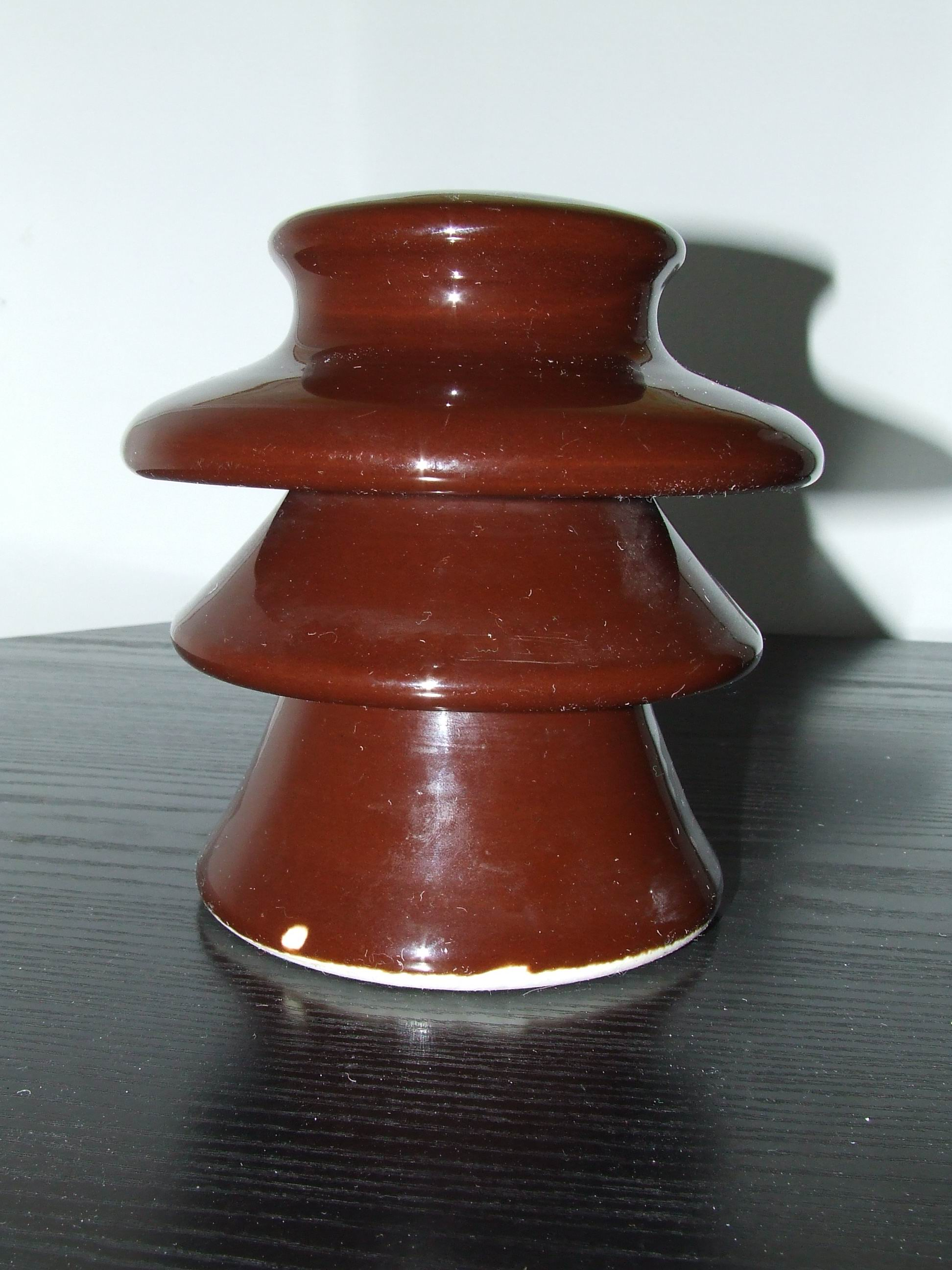
10kV用のセラミック製碍子

送電用の電線は建物に入る部分以外ではむき出しであり、周囲の空気を絶縁体として利用している。電柱で支える部分で碍子を必要とする。変圧器や遮断器と接続する際にもそれらの容器と電線を絶縁するための絶縁体が必要とされる。そのような中空で中に導体を通す絶縁体を「套管 (bushing)」と呼ぶ。

### アンテナの絶縁

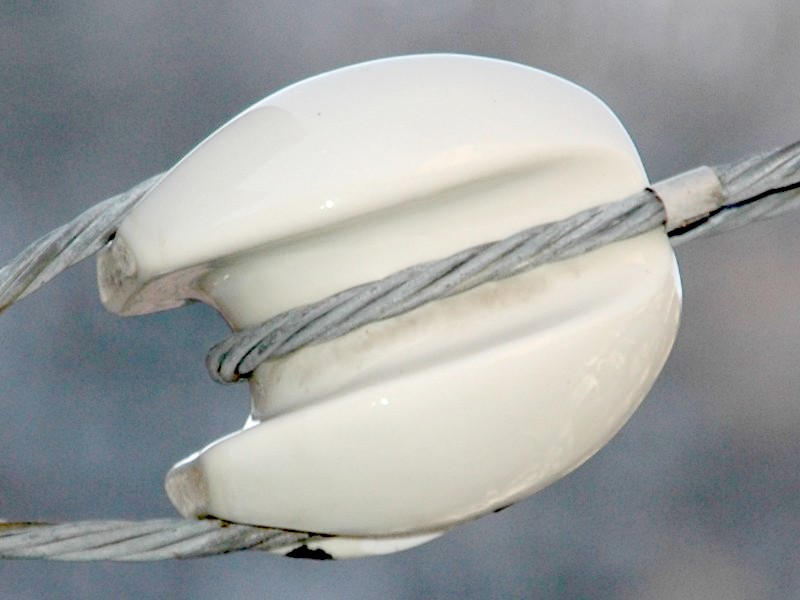
玉がいし

放送用アンテナは電波塔として建てられることが多く、特にマスト構造のものは全体に高電圧がかかることでエネルギーを与えられるため、地面から絶縁されなければならない。そのためステアタイトを架台とすることが多い。それらは場合によっては400kVにも達するアンテナにかかる電圧に耐えるだけでなく、アンテナの重量にも耐える必要がある。マスト型アンテナには落雷もよくあるので、アークホーンと避雷器も必須である。
マスト型アンテナを支持する支線には、地面との短絡や感電を防ぐ耐張がいしを挿入する。また、支線が送信波長と共鳴しないよう何箇所かに絶縁体を挿入して、その長さが波長の約数にならないようにする。そのための絶縁体としては、セラミック製の玉がいしなどを使う（写真参照）。玉がいしは、張力ではなく圧縮力がかかるという利点があり、たとえそれが破壊されても支線自体はアンテナを支え続けられるという利点もある。
これらの碍子にはまた、過電圧保護装置を装備する必要がある。支線の碍子の寸法については支線の持つ静電容量を考慮する必要があり、マストが高いほど送信機によってアンテナにかかる電圧より静電気による電圧が大きくなり、支線を碍子で複数に分割にする必要性が高まる。その場合、地面にコイル経由で支線を接地するか、場合によっては直接接地する。
アンテナと無線機をつなぐ給電線（特に平衡型フィーダー線）は、金属の構造物から距離を保つ必要があることが多い。この場合の碍子を「隔離碍子 (standoff insulator)」と呼ぶ。

### 電気機器の絶縁
最も重要な絶縁体は空気である。電気機器には様々な固体・液体・気体の絶縁体が使われている。小型の変圧器・発電機・電動機では、薄い重合体ワニス層で絶縁したワイヤ（いわゆる「マグネットワイヤ」）を巻線に使う。それによって狭い空間でより多く巻くことができる。太い導体を巻く場合は、ファイバーグラスの絶縁テープで補強することが多い。巻いた後でワニスを浸透させて、放電を防ぎ電磁誘導による導線の振動を低減させることもある。大型の変圧器などでは、絶縁物として紙、木、ワニス、鉱油などを使っていることが多い。これらは100年以上に渡って使われ続けているが、経済性と性能のバランスが今でも最もよい。開閉装置の母線や遮断器ではガラス強化プラスチック絶縁体が使われることもあり、耐火性と漏電を防ぐという点で優れている。
1970年代初期以前に製造された機器では、石綿を圧縮した板を使っていることがある。石綿は電源周波数に最適な絶縁体だが、取り付けや修理の際に危険な繊維が空気中に飛散するため、取り扱いには注意を要する。フェルト状の石綿で被覆した電線が1920年代ごろから高温などの悪条件の環境で使われていた。例えばゼネラル・エレクトリックが "Deltabeston" という製品名で販売していたものがある。
高電圧装置の中には、六フッ化硫黄などの絶縁ガスを高圧に満たした中で動作させるよう設計されたものもある。
電源周波数や低周波で絶縁体としてよく使われる素材でも、誘電体であるために高周波では熱を持ち絶縁性能が落ちるものがある。
電線の絶縁用被覆としては、ポリエチレン、架橋ポリエチレン、ポリ塩化ビニル、カプトン、ゴム状重合体、油浸紙、テフロン、シリコーン、ETFEなどがある。より大きな電力ケーブルでは用途によっては無機絶縁銅被ケーブル（無機物のパウダーを圧縮した絶縁物を使ったケーブル）を使うこともある。
ポリ塩化ビニルのような柔軟な素材を絶縁に使う場合、600Vやそれ以下で通電中の回路に人間が直接触れるのを防ぐという目的もある。ポリ塩化ビニルは欧州連合の環境規制により経済的でなくなりつつあり、代替素材の採用が増えている。

#### 感電保護クラス
携帯可能・可搬の電気機器はユーザーを感電から守るために絶縁されている。
クラス1の絶縁では「基礎絶縁」を基本とし、金属製の筐体や表面に出ている金属部分がアース線に繋がっていて、主要なサービスパネルから接地できるようになっている。電源プラグに第3のピンがあることで容易にクラス1だとわかる。
クラス2の絶縁では、「二重絶縁」を用いる。電気かみそり、ドライヤー、可搬型発電機などで使われているクラスである。基礎絶縁と追加絶縁を同時に施しており、どちらか一方のみでも感電を防ぐことができる。内部の電気部品は全て絶縁物で覆われていて、電気が流れているところに人間が触れないようになっている。欧州連合では、二重絶縁を施した機器には二重の四角形のシンボルがつけられている。

### 耐熱クラス
耐熱クラス（たいねつクラス）は、日本産業規格 (JIS) において、絶縁体を耐熱温度別に分類したものである。
「耐熱クラスY」、「耐熱クラス200」「耐熱クラスF種」などと呼称する。
| 耐熱クラス | 最高許容温度 | 主要材料                                                                           | 接着・充填材料           |
| ---------- | ------------ | ---------------------------------------------------------------------------------- | ------------------------ |
| Y          | 90 °C        | 綿・紙・ポリエチレン・ポリ塩化ビニル・天然ゴム                                     | なし                     |
| A          | 105 °C       | 綿・紙・ポリエチレン・ポリ塩化ビニル・天然ゴム                                     | 絶縁油・天然ワニス       |
| E          | 120 °C       | ポリエステル・エポキシ樹脂・メラミン樹脂・フェノール樹脂・ポリウレタン等の合成樹脂 | なし                     |
| B          | 130 °C       | マイカ・石綿・ガラス繊維などの無機材料                                             | 一般接着剤               |
| F          | 155 °C       | マイカ・石綿・ガラス繊維などの無機材料                                             | シリコンアルキド等の樹脂 |
| H          | 180 °C       | マイカ・石綿・ガラス繊維などの無機材料                                             | シリコーン樹脂           |
| N          | 200 °C       | 生マイカ・石綿・磁器など                                                           | なし                     |
| R          | 220 °C       | 生マイカ・石綿・磁器など                                                           | なし                     |
| 250        | 250 °C       | 生マイカ・石綿・磁器など                                                           | なし                     |

かつて、180 °C を超える熱に耐える絶縁体はすべて「C種」とされていた。現在の JIS C 4003 では細分化され、上表の 250 °C を超えるものは 25 °C 間隔で耐熱クラスが設けられている。

## 熱の絶縁体
→断熱材